# 马井镇 (什邡市)
马井镇，是中华人民共和国四川省德阳市什邡市下辖的一个乡镇级行政单位。2019年12月，撤销隐峰镇，将其所属行政区域划归马井镇管辖。

## 行政区划
马井镇下辖以下地区：
万兴社区、泰和村、金牛村、双石桥村、光华村、双堰村、同心村、菠萝村和玉马村。